# Homer Doliver House
Homer Doliver House (21 de julio de 1878, Oneida - 21 de diciembre de 1949) fue un botánico estadounidense .
Era hijo de Doliver E. House y de Alice J. Petrie. Obtuvo su B.S. en la Universidad de Syracuse, en Nueva York en 1902, su Ms.Sc. en Columbia en 1903 y, en 1905, su doctorado.
Fue profesor de Botánica y de Bacteriología en el Colegio Clemson" de 1906 a 1907. De 1908 a 1913, fue director asociado y maestro asistente de Botánica y de Dendrología en la Escuela Forestal de Baltimore.
El 21 de diciembre de 1908, se casa con Erma N.H. Hotaling.
De 1913 a 1914, fue botánico asistente de Nueva York, y botánico del Estado a partir de 1914.
Fue miembro de numerosas sociedades científicas.

## Algunas publicaciones
- Studies in the North American Convolvulaceae. 1906. I. Bull. Torrey Bot. Club, Vol. 33, Nº 5, pp. 313-318
- North American Species of Ipomoca. 1908
- Wild Flowers of New York, Part 1. 1918. Ed. Kessinger Publ. 476 pp. ISBN 0-548-82931-4
- Wild Flowers of New York. 1923
- Annotated List of Ferns and Flowering Plants of New York State. 1924
- Wild Flowers. 1935
- Bibliography of the botany of New York State, 1751-1940. New York State Museum bulletin. 1941
- Wild flowers;: Three hundred and sixty-four full-color illustrations with complete descriptive text. 1961. Ed. póstuma. de Macmillan. 362 pp.

## Honores

### Epónimos
- (Rosaceae) Rosa housei Erlanson[1]

- (Rosaceae) Rubus housei L.H.Bailey[2]
- La abreviatura «House» se emplea para indicar a Homer Doliver House como autoridad en la descripción y clasificación científica de los vegetales.[3]